# José Lino (youtuber)
José António Lino (Chimoio, ) é um youtuber e influenciador digital moçambicano.

## Carreira
Antes da carreira como youtuber, José Lino era alfaiate. Foi em 22 de julho de 2022, quando pensou em criar um canal no YouTube. O canal que é do género videoblogue em que José Lino utiliza técnicas como storytelling para contar experiências pessoais ou de sua comunidade, enquanto apresenta vídeos de curiosidades, receitas, realidades culturais pouco expostas na Internet, ações sociais, além de curtos documentários, entre outros, sobre Moçambique ou sobre a cultura e sociedade de outros países sob a perspectiva moçambicana.
O canal se tornou um fenómeno na Internet africana ao alcançar mais de 400 mil subscrições em cinco meses de existéncia, sendo um dos principais influenciadores digitais africanos de um PALOP, tendo sido reportagem da magazine moçambicana Integrity. Por meio desse canal, o criador digital vem contribuindo com ações voltadas para o saneamento, a alimentação e a habitação de comunidades da zona rural moçambicana.